# James Marshall
James Marshall, ursprungligen James David Greenblatt, född 2 januari 1967 i Queens i New York, är en amerikansk skådespelare, mest känd för sin roll som James Hurley i TV-serien Twin Peaks (1990–1991, 2017).

## Filmografi i urval
- 1989–1991 – Pappa vet bäst (TV-serie) (sju avsnitt)
- 1990 – Straffkompaniet
- 1990–1991 – Twin Peaks (TV-serie) (30 avsnitt)
- 1992 – Gatans gladiator
- 1992 – Twin Peaks: Fire Walk with Me
- 1992 – På heder och samvete
- 1998 – Air Bud räddar spelet
- 1999 – Lincoln - fotbollshunden
- 2004 – Alien Lockdown
- 2017 – Twin Peaks (TV-serie) (fem avsnitt)